# 2013 RV124
2013 RV124 est un transneptunien de la famille des cubewanos. Il pourrait mesurer environ 275 km de diamètre, ce qui pourrait le qualifier comme un candidat au statut de planète naine.